# گاری‌باشوو
گاری‌باشوو (انگلیسی: Garibashevo) یک شهرک در شهرستان تاتیشلینسکی استان باشقیرستان کشور روسیه است.